# Övre Resjön
Övre Resjön är en sjö i Malung-Sälens kommun i Dalarna och ingår i Dalälvens huvudavrinningsområde. Sjön har en area på 0,18 kvadratkilometer och ligger 289,2 meter över havet. Sjön avvattnas av vattendraget Ogströmmen (Ogan).

## Delavrinningsområde
Övre Resjön ingår i det delavrinningsområde (674779-139907) som SMHI kallar för Utloppet av Nedre Resjön. Medelhöjden är 297 meter över havet och ytan är 3,69 kvadratkilometer. Räknas de 65 avrinningsområdena uppströms in blir den ackumulerade arean 762,34 kvadratkilometer. Ogströmmen (Ogan) som avvattnar avrinningsområdet har biflödesordning 4, vilket innebär att vattnet flödar genom totalt 4 vattendrag innan det når havet efter 381 kilometer. Avrinningsområdet består mestadels av skog (36 procent) och sankmarker (33 procent). Avrinningsområdet har 0,94 kvadratkilometer vattenytor vilket ger det en sjöprocent på 25,5 procent.